# Academia Mato-Grossense de Letras
A Academia Mato-grossense de Letras (AML) é a mais antiga instituição literária de Mato Grosso, em atividade desde a sua fundação em 1921. Está sediada em Cuiabá, na Casa Barão de Melgaço, casa que pertenceu ao Barão de Melgaço, onde funciona também o Instituto Histórico e Geográfico de Mato Grosso.

## Histórico
A 7 de setembro de 1921, no antigo Palácio da Instrução, por esplêndido pugilo de intelectuais briosos, fraternos em comunhão sinérgica de sublimes pensamentos e afetos, na vanguarda co-fundador exímio, polivalente José de Mesquita, via reunião pioneira, dirigida pelo Chefe do Estado e Presidente de Honra, galarin perpétuo, egrégio Dom Francisco de Aquino Correia, instituído foi o Centro Mato-grossense de Letras, em Academia onze anos após transformado.

## Patronos
A exemplo da Academia Brasileira de Letras, a Academia Mato-grossense de Letras é composta de quarenta cadeiras, cada uma delas sob um Patronato. A lista destes é a seguinte:
1. José Barbosa de Sá
2. Joaquim da Costa Siqueira
3. Ricardo Franco de Almeida Serra
4. Padre José Manuel de Siqueira
5. Antônio Pires da Silva Pontes
6. Prudêncio Giraldes Tavares da Veiga Cabral
7. Cônego José da Silva Guimarães
8. Luís de Alincourt
9. Dom José Antônio dos Reis
10. Prudêncio Giraldes Tavares da Veiga Cabral
11. Barão de Melgaço
12. Antônio Cláudio Soído
13. Antônio Correia de Couto
14. Padre Ernesto Camilo Barreto
15. Joaquim Mendes Malheiros
16. Antônio Augusto Ramiro de Carvalho
17. João Severiano da Fonseca
18. Francisco Antônio Pimenta Bueno
19. José Vieira Couto de Magalhães
20. José Estêvão Correia
21. Manuel Peixoto Corsino do Amarante
22. Visconde de Taunay
23. Antônio Gonçalves de Carvalho
24. Aquelino Leite do Amaral Coutinho
25. Amâncio Pulcherio de França
26. Joaquim Duarte Murtinho
27. José Barnabé de Mesquita
28. General Caetano Manuel de Faria Albuquerque
29. Antônio Correia da Costa
30. Manuel Espiridião da Costa Marques
31. José Delfino da Silva
32. Francisco Catarino Teixeira de Brito
33. Mariano Ramos
34. José Tomás de Almeida Serra
35. Antônio Augusto Ramiro de Carvalho
36. Pedro Trouy
37. Antônio Vieira de Almeida
38. Frederico Augusto Prado d'Oliveira
39. Antônio Tolentino de Almeida
40. Padre Armindo Maria de Oliveira